# Lycorina continentalis
Lycorina continentalis là một loài tò vò trong họ Ichneumonidae.